# 卡拉瓦伊略區

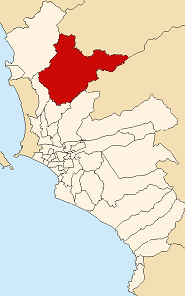

11°51′S 77°2′W / 11.850°S 77.033°W
卡拉瓦伊略區（西班牙語：Distrito de Carabayllo），是秘魯的一個區，位於該國西部利馬大區的利馬省，始建於1821年8月4日，面積346.88平方公里，海拔高度238米，2005年人口188,764，人口密度每平方公里540人。